# Jan Thoresen
Jan Thoresen   (Oslo, 1 de desembre de 1968) és un jugador de cúrling noruec, ja retirat, que va competir durant les dècades del 1990 i del 2000.
El 1998 va prendre part en els Jocs Olímpics d'Hivern de Nagano, on va guanyar la medalla de bronze en la competició del cúrling. En el seu palmarès també destaca una medalla de bronze al Campionat del Món de cúrling de 2006 i una altra medalla de bronze al Campionat d'Europa de 1995.